# Estatorreactor Bussard

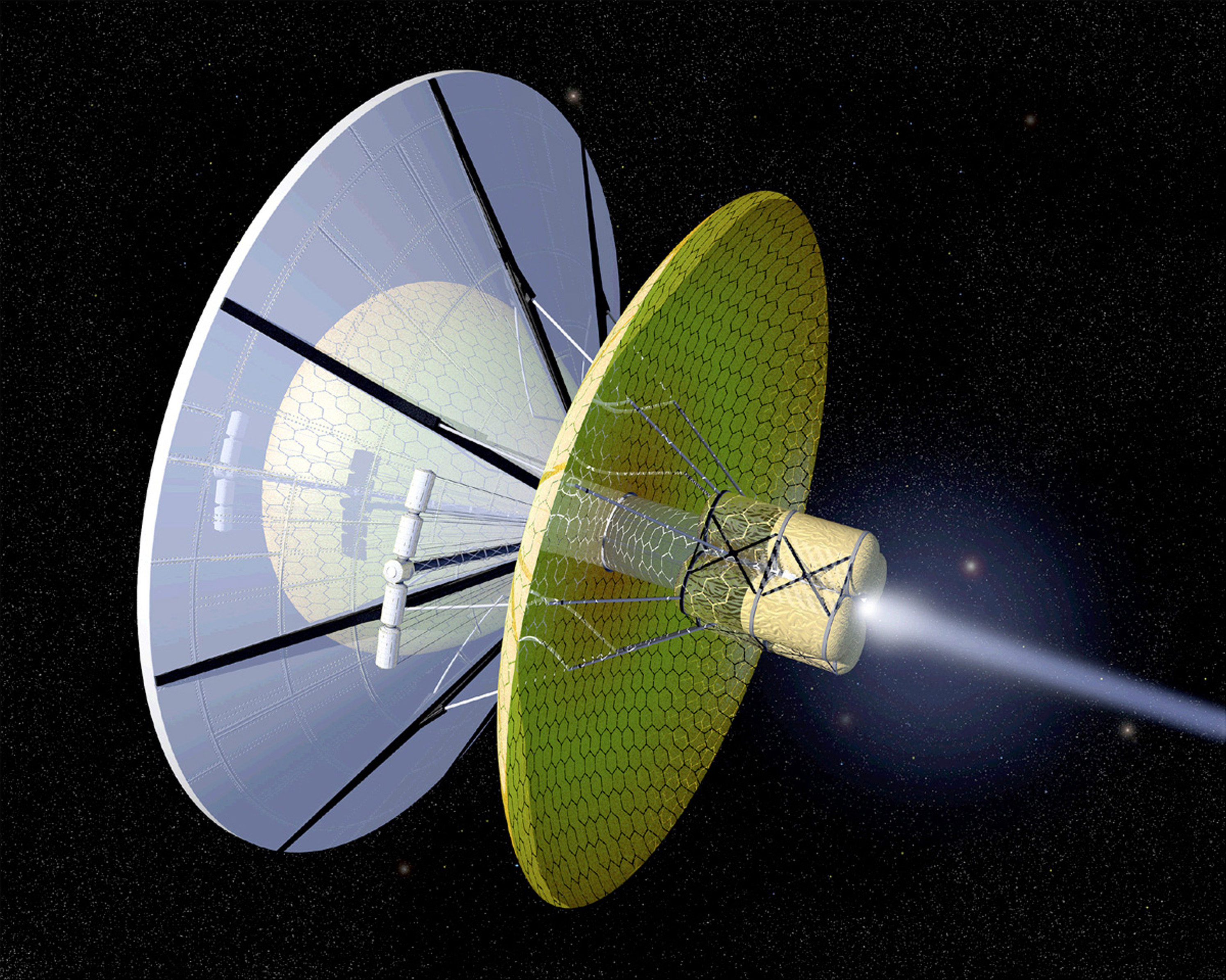
Ilustración artística de un colector Bussard

El estatorreactor Bussard (conocido también por su nombre en inglés de Bussard ramjet) es un concepto futurista de propulsión a reacción para vehículos espaciales, propuesto en 1960 por el físico estadounidense Robert W. Bussard, y popularizado por la novela de Poul Anderson Tau Zero, por Larry Niven en su serie de libros del Espacio Conocido, por Vernor Vinge en su serie de Zonas del Pensamiento y por el astrónomo y divulgador Carl Sagan, en su serie de televisión y libro Cosmos. También los estatocolectores Bussard se han visto en la serie de televisión Star Trek, donde ellos están ubicados en los extremos brillantes de las barquillas warp de las naves, aunque el hidrógeno no es usado como combustible nuclear.

## Concepto
El concepto del estatorreactor Bussard propone la recolección del hidrógeno presente en el medio interestelar para generar con él una reacción de fusión nuclear controlada y obtener una aceleración, utilizando para ello un recolector gigantesco (del orden de decenas de miles de kilómetros) que captaría los átomos de hidrógeno, el elemento más abundante del Universo y los llevaría a un motor y este las impulsaría por detrás aceleradas a casi la velocidad de la luz. O bien podría utilizar una rejilla láser magnética para atraer átomos de hidrógeno, reduciendo muchísimo su tamaño. Según Sagan, un motor así tendría el tamaño de un satélite o un planeta pequeño.
El problema es que en el espacio abierto hay muy pocos átomos por m³ de volumen, por lo que el recolector debería tener unas dimensiones gigantes. Para economizar masa, hay quienes proponen utilizar un láser para cargar los átomos de hidrógeno y después atrapar a los átomos más cercanos con un campo magnético muy fuerte. Así pues, el dispositivo de succión tendría un tamaño aceptable.

## Método más eficiente: ionización
Dado que hay muy pocos átomos de hidrógeno por m³ de espacio, la red para recoger suficiente combustible sería de un tamaño kilométrico. Al ser tan grande, el propio gas lo frenaría, por causa de la fricción. Esto es conocido como "paracaídas Bussard".
La mejor solución sería usar pequeñas rejillas láser, que ionizarían el gas interestelar. El hidrógeno ionizado sería atraído hacia las rejillas. Este dispositivo tendría mucho alcance, lo que elimina la necesidad de construir una red gigante y soluciona el problema del "paracaídas Bussard".
Podría evitar la fricción, repeliendo el gas de la misma manera que lo atrae. Este método, aunque no aceptado o descrito oficialmente, ha sido usado en Star Trek; dónde las naves disponen de unas barquillas capaces de absorber el hidrógeno a modo de aspiradoras.
Este aparato podría ser alimentado por una batería o una vela solar, igual de segura que la fusión, como método de ionización gaseosa e inductor de la fusión.

### Prestaciones de la nave
- Los átomos saldrían casi a la velocidad de la luz. En condiciones ideales la nave alcanzaría también esta velocidad y se podría alcanzar los límites del universo conocido en unos 55 años, para un tripulante y para la propia nave. Para un observador externo, en la Tierra por ejemplo, habrían transcurrido sin embargo más de 5000 millones de años, por efecto de la dilatación del tiempo. Esto no ocurriría en la realidad, puesto que:

- Está aceptado que una nave de este tipo alcanzaría como máximo el 10-20% de la velocidad de la luz, lo que sería óptimo para hacer viajes interplanetarios de manera rápida. Aun así, sigue siendo lenta para el viaje interestelar.

- Alimenta un reactor de fusión, que es seguro para los tripulantes debido a la ausencia de sustancias tóxicas o radioactivas. El combustible de la fusión y lo que el estatorreactor debe absorber es el hidrógeno, y el residuo que produce es helio.

- Asimismo, la capacidad de aceleración del ingenio sólo estaría limitada por la resistencia física de sus tripulantes. Este problema podría ser resuelto con un hipotético "anulador de inercia".

### Problemas e inconvenientes
- Un motor como el del estatorreactor podría generar tanto calor que resultaría peligroso para los tripulantes, razón por la cual debería estar bien blindado, lo que supone más masa. Aunque ahora sabemos que esto no resultaría gran problema, ya que la energía de fusión puede ser controlada por campos magnéticos.

- Cálculos recientes hechos por el ingeniero aeroespacial Robert Zubrin, han demostrado que la escasa resistencia opuesta por las partículas presentes en el medio interestelar, a la escala del recolector necesario para recogerlas, sería mayor que la aceleración obtenida con la fusión nuclear del material absorbido. Esto ha generado el concepto de freno o paracaídas Bussard. Sin embargo, utilizar una rejilla magnética para desviar el gas espacial de la misma manera que la atrae es una solución eficiente.

## El estatorreactor Bussard en la literatura
El concepto del estatorreactor Bussard ha sido utilizado en algunas novelas famosas de ciencia ficción dura, tales como la serie de Mundo Anillo de Larry Niven o Tau Cero de Poul Anderson.
En Star Trek, casi todas las naves usan la fusión para desplazarse a velocidades sub-lumínicas, y usan el estatorreactor Bussard.
El estatorreactor Bussard ha sido propuesto tanto en la literatura científica de especulación como en la ciencia ficción, como una de las escasas alternativas viables para los viajes interestelares, debido a que haría innecesario transportar combustible durante todo el trayecto, amén de poder acelerar continuamente.